# Anastasiya Salos
Anastasiya Maximauna Salos –en ruso, Анастасия Максімаўна Салос; en bielorruso, Настасся Салас, Nastassia Salas– (Barnaúl, Rusia, 18 de febrero de 2002) es una deportista bielorrusa que compite en gimnasia rítmica, en la modalidad individual.
Ganó dos medallas de bronce en el Campeonato Mundial de Gimnasia Rítmica, en los años 2019 y 2021, y cuatro medallas de  en el Campeonato Europeo de Gimnasia Rítmica entre los años 2019 y 2021.
Participó en los Juegos Olímpicos de Tokio 2020, ocupando el octavo lugar en la prueba individual.

## Palmarés internacional
| Campeonato Mundial | Campeonato Mundial | Campeonato Mundial | Campeonato Mundial   |
| Año                | Lugar              | Medalla            | Prueba               |
| ------------------ | ------------------ | ------------------ | -------------------- |
| 2019               | Bakú (Azerbaiyán)  | Medalla de bronce  | Concurso por equipos |
| 2021               | Kitakyushu (Japón) | Medalla de bronce  | Mazas                |
| Campeonato Europeo |                    |                    |                      |
| Año                | Lugar              | Medalla            | Prueba               |
| 2019               | Bakú (Azerbaiyán)  | Medalla de plata   | Concurso por equipos |
| 2020               | Kiev (Ucrania)     | Medalla de bronce  | Concurso individual  |
| 2021               | Varna (Bulgaria)   | Medalla de bronce  | Mazas                |
| 2021               | Varna (Bulgaria)   | Medalla de bronce  | Aro                  |